# Olivier Pardini
Olivier Pardini (Oupeye, 6 settembre 1985) è un ex ciclista su strada belga.

## Palmarès

### Strada
- 2010 (Verandas Willems, una vittoria)

4ª tappa Tour de la Province de Namur (Assesse > Philippeville)
- 2012 (Colba-Superano Ham, una vittoria)

Grand Prix Étienne De Wilde
- 2015 (Veranda's Willems Cycling Team, una vittoria)

Classifica generale Ronde van Midden-Nederland
- 2016 (Wallonie-Bruxelles, quattro vittorie)

Classifica generale Istrian Spring Trophy
2ª tappa Tour de Normandie (Vernon > Elbeuf)
3ª tappa - parte a Circuit des Ardennes (Sedan > Sedan)
Classifica generale Circuit des Ardennes

#### Altri successi
- 2014 (Vérandas Willems)

Prologo Sibiu Cycling Tour (Sibiu)
- 2015 (Veranda's Willems Cycling Team)

1ª tappa Paris-Arras Tour (Vitry-en-Artois > Bailleul-Sir-Berthoult, cronosquadre)
1ª tappa Ronde van Midden-Nederland (Leersum, cronosquadre)
- 2016 (Wallonie-Bruxelles)

Campionati belgi, Cronosquadre

## Piazzamenti

### Classiche monumento
- Liegi-Bastogne-Liegi

2017: ritirato

### Competizioni europee
- Campionati europei

Sofia 2007 - In linea Under-23: 45º